# Liste der größten Seen in Deutschland
Dies ist eine unvollständige Liste aller Seen in Deutschland mit einer Fläche von mehr als 1 km².
Der größte vollständig in Deutschland gelegene Binnensee ist die Müritz. Der Bodensee (Obersee) hat eine deutlich größere Wasserfläche, teilt sich seine Uferlinie jedoch mit der Schweiz und mit Österreich. Da es am Obersee zwischen den Anrainerstaaten keine verbindliche Festlegung über den Grenzverlauf gibt, endet nach Auffassung z. B. des Statistischen Landesamtes Baden-Württemberg (der politischen Einheit mit der längsten Uferlinie) die Landesgrenze an der Uferlinie. Dieser Auffassung nach kann der See weder ganz noch anteilig einzelnen Staaten zugerechnet werden.

## Liste
Zur besseren Unterscheidung sind künstliche Seen farblich hervorgehoben:
| Name                                 | Bundesland                                                                                              | Städte am Ufer/in der Nähe bzw. Lage                               | Fläche [km²] | max. Tiefe [m] | Volumen [Mio. m³] |
| ------------------------------------ | --- | ------------------------------------------------------------------ | ------------ | -------------- | ----------------- |
| Obersee (Bodensee)                   | Baden-Württemberg, Bayern, Vorarlberg, Kantone Thurgau & St. Gallen (daher kein Binnensee Deutschlands) | Friedrichshafen, Konstanz, Überlingen                              | 472 1        | 251,1          | 47.600            |
| Müritz                               | Mecklenburg-Vorpommern                                                                                  | Waren (Müritz)                                                     | 112,60       | 31,0           | 737               |
| Chiemsee                             | Bayern                                                                                                  | Traunstein, Rosenheim                                              | 79,90        | 72,7           | 2.048             |
| Untersee (Bodensee)                  | Baden-Württemberg, Kantone Schaffhausen und Thurgau (daher kein Binnensee Deutschlands)                 | Radolfzell, Reichenau                                              | 62 2         | 45             | 800               |
| Schweriner See                       | Mecklenburg-Vorpommern                                                                                  | Schwerin                                                           | 61,54        | 52,4           | 787               |
| Starnberger See                      | Bayern                                                                                                  | Starnberg                                                          | 56,36        | 127,7          | 2.999             |
| Ammersee                             | Bayern                                                                                                  | Herrsching, Dießen                                                 | 46,60        | 81,1           | 1.750             |
| Plauer See                           | Mecklenburg-Vorpommern                                                                                  | Plau am See                                                        | 38,40        | 25,5           | 300               |
| Kummerower See                       | Mecklenburg-Vorpommern                                                                                  | Kummerow                                                           | 32,55        | 23,3           | 263               |
| Steinhuder Meer                      | Niedersachsen                                                                                           | Wunstorf, bei Hannover                                             | 29,10        | 2,9            | 42                |
| Großer Plöner See                    | Schleswig-Holstein                                                                                      | Holsteinische Schweiz                                              | 28,40        | 60,5           | 385               |
| Schaalsee                            | Mecklenburg-Vorpommern, Schleswig-Holstein                                                              | Zarrentin am Schaalsee                                             | 23,40        | 71,5           | 391               |
| Selenter See                         | Schleswig-Holstein                                                                                      | Selent                                                             | 21,37        | 35,8           | 294               |
| Kölpinsee                            | Mecklenburg-Vorpommern                                                                                  | Klink                                                              | 20,29        | 30,0           | 72                |
| Cottbuser Ostsee                     | Brandenburg                                                                                             | Cottbus                                                            | 19           | 30             | 150               |
| Geiseltalsee                         | Sachsen-Anhalt                                                                                          | Geiseltaler Seenkomplex                                            | 18,40        | 78,0           | 423               |
| Tollensesee                          | Mecklenburg-Vorpommern                                                                                  | Neubrandenburg                                                     | 17,90        | 31,2           | 310               |
| Walchensee                           | Bayern                                                                                                  | Bad Tölz-Wolfratshausen                                            | 16,27        | 190,0          | 1.300             |
| Forggensee                           | Bayern                                                                                                  | Füssen                                                             | 15,20        |                | 168               |
| Krakower See                         | Mecklenburg-Vorpommern                                                                                  | Krakow am See                                                      | 15,07        | 28,3           | 111               |
| Malchiner See                        | Mecklenburg-Vorpommern                                                                                  | Malchin                                                            | 13,95        | 10,0           | 35                |
| Dümmer                               | Niedersachsen                                                                                           | Landkreis Diepholz                                                 | 12,40        | 1,4            | 14                |
| Großer Goitzschesee                  | Sachsen-Anhalt                                                                                          | Bitterfeld-Wolfen                                                  | 13,32        | 48,0           | 213               |
| Schwielochsee                        | Brandenburg                                                                                             | Schwielochsee, Landkreis Dahme-Spreewald                           | 13,30        | 14,0           | 60                |
| Sedlitzer See                        | Brandenburg                                                                                             | Senftenberg                                                        | 13,30        | 27,0           |                   |
| Senftenberger See                    | Brandenburg                                                                                             | Senftenberg                                                        | 13,00        | 25,0           |                   |
| Bärwalder See                        | Sachsen                                                                                                 | Boxberg/O.L.                                                       | 12,99        | 58,0           | 174               |
| Ratzeburger See                      | Schleswig-Holstein                                                                                      | Ratzeburg                                                          | 12,59        | 24,4           | 145               |
| Scharmützelsee                       | Brandenburg                                                                                             | Bad Saarow, Landkreis Oder-Spree                                   | 12,03        | 29,0           | 108               |
| Edersee                              | Hessen                                                                                                  | Waldeck-Frankenberg                                                | 11,80        | 41,7           | 225               |
| Partwitzer See                       | Brandenburg, Sachsen                                                                                    | Elsterheide                                                        | 11,40        | 41,0           |                   |
| Fleesensee                           | Mecklenburg-Vorpommern                                                                                  | Malchow                                                            | 10,78        | 26,3           | 66                |
| Unteruckersee                        | Brandenburg                                                                                             | Prenzlau                                                           | 10,70        | 19,3           | 102               |
| Möhnetalsperre                       | Nordrhein-Westfalen                                                                                     | Möhnesee                                                           | 10,37        | 36,0           | 126               |
| Parsteiner See                       | Brandenburg                                                                                             | Brodowin                                                           | 10,03        | 31,0           | 77                |
| Wittensee                            | Schleswig-Holstein                                                                                      | Eckernförde, Rendsburg, Schleswig                                  | 9,91         | 20,5           | 98                |
| Zwenkauer See                        | Sachsen                                                                                                 | Zwenkau, Leipzig                                                   | 9,70         | 48,5           |                   |
| Berzdorfer See                       | Sachsen                                                                                                 | Görlitz                                                            | 9,50         | 72,0           | 330               |
| Spremberger Stausee                  | Brandenburg                                                                                             | Spremberg                                                          | 9,33         |                | 43                |
| Bleiloch-Stausee                     | Thüringen                                                                                               | Gräfenwarth                                                        | 9,20         |                | 215               |
| Großer Brombachsee                   | Bayern                                                                                                  | Weißenburg-Gunzenhausen                                            | 9,10         |                |                   |
| Biggesee                             | Nordrhein-Westfalen                                                                                     | Attendorn, Olpe                                                    | 8,95         |                |                   |
| Tegernsee                            | Bayern                                                                                                  | Miesbach                                                           | 8,93         | 72,6           | 323               |
| Altdöberner See                      | Brandenburg                                                                                             | Altdöbern                                                          | 8,80         |                |                   |
| Ruppiner See                         | Brandenburg                                                                                             | Neuruppin                                                          | 8,25         |                |                   |
| Dassower See                         | Schleswig-Holstein                                                                                      | Lübeck                                                             | 8,00         |                |                   |
| Schwielowsee                         | Brandenburg                                                                                             | Schwielowsee                                                       | 7,86         |                |                   |
| Rurtalsperre                         | Nordrhein-Westfalen                                                                                     | Simmerath, Heimbach                                                | 7,83         |                | 203               |
| Grimnitzsee                          | Brandenburg                                                                                             | Joachimsthal                                                       | 7,77         |                |                   |
| Goldberger See                       | Mecklenburg-Vorpommern                                                                                  | Goldberg                                                           | 7,70         |                |                   |
| Großräschener See                    | Brandenburg                                                                                             | Großräschen                                                        | 7,70         |                |                   |
| Staffelsee                           | Bayern                                                                                                  | Garmisch-Partenkirchen                                             | 7,66         |                |                   |
| Werbellinsee                         | Brandenburg                                                                                             | Landkreis Barnim                                                   | 7,65         |                |                   |
| Großer Müggelsee                     | Berlin                                                                                                  | Berlin                                                             | 7,43         |                |                   |
| Störmthaler See                      | Sachsen                                                                                                 | Großpösna (Störmthal), Rötha                                       | 7,33         | 55             |                   |
| Hohenwarte-Stausee                   | Thüringen                                                                                               | Hohenwarte                                                         | 7,30         |                | 182               |
| Westensee                            | Schleswig-Holstein                                                                                      | Kiel, Rendsburg                                                    | 7,20         |                |                   |
| Drewitzer See                        | Mecklenburg-Vorpommern                                                                                  | Drewitz                                                            | 6,92         |                |                   |
| Oberuckersee                         | Brandenburg                                                                                             | Warnitz                                                            | 6,85         |                |                   |
| Waginger See                         | Bayern                                                                                                  | Traunstein                                                         | 6,61         |                |                   |
| Gülper See                           | Brandenburg                                                                                             | Havelaue, Havelland                                                | 6,60         |                |                   |
| Sylvensteinsee                       | Bayern                                                                                                  | Lenggries                                                          | 6,60         |                |                   |
| Simssee                              | Bayern                                                                                                  | Rosenheim                                                          | 6,49         |                |                   |
| Plauer See                           | Brandenburg                                                                                             | Brandenburg an der Havel                                           | 6,40         |                |                   |
| Kochelsee                            | Bayern                                                                                                  | Bad Tölz-Wolfratshausen                                            | 5,95         |                |                   |
| Galenbecker See                      | Mecklenburg-Vorpommern                                                                                  | Torgelow                                                           | 5,90         |                |                   |
| Ismaninger Speichersee               | Bayern                                                                                                  | München                                                            | 5,80         |                |                   |
| Wolziger See                         | Brandenburg                                                                                             | Heidesee                                                           | 5,79         |                |                   |
| Kellersee                            | Schleswig-Holstein                                                                                      | Holsteinische Schweiz                                              | 5,60         |                |                   |
| Gothensee                            | Mecklenburg-Vorpommern                                                                                  | Heringsdorf                                                        | 5,56         |                |                   |
| Zwischenahner Meer                   | Niedersachsen                                                                                           | Bad Zwischenahn                                                    | 5,50         |                |                   |
| Hainer See                           | Sachsen                                                                                                 | Neukieritzsch, Rötha, Borna                                        | 5,45         | 49             |                   |
| Gremminer See                        | Sachsen-Anhalt                                                                                          | Gräfenhainichen                                                    | 5,44         |                |                   |
| Teupitzer See                        | Brandenburg                                                                                             | Teupitz                                                            | 5,40         |                |                   |
| Breitlingsee                         | Brandenburg                                                                                             | Brandenburg an der Havel                                           | 5,30         |                |                   |
| Königssee                            | Bayern                                                                                                  | Berchtesgadener Land                                               | 5,22         | 190,0          | 512               |
| Arendsee                             | Sachsen-Anhalt                                                                                          | Arendsee                                                           | 5,14         | 50             | 147               |
| Schluchsee                           | Baden-Württemberg                                                                                       | Schluchsee                                                         | 5,14         |                |                   |
| Templiner See                        | Brandenburg                                                                                             | Potsdam                                                            | 5,11         |                |                   |
| Woblitzsee                           | Mecklenburg-Vorpommern                                                                                  | Userin                                                             | 5,10         |                |                   |
| Schmollensee                         | Mecklenburg-Vorpommern                                                                                  | auf Usedom                                                         | 5,03         |                |                   |
| Inselsee                             | Mecklenburg-Vorpommern                                                                                  | Güstrow                                                            | 4,58         |                |                   |
| Altmühlsee                           | Bayern                                                                                                  | Muhr am See/Weißenburg-Gunzenhausen                                | 4,50         |                |                   |
| Werbeliner See                       | Sachsen                                                                                                 | Delitzsch                                                          | 4,50         | 38             | 46                |
| Hemmelsdorfer See                    | Schleswig-Holstein                                                                                      | Ratekau und Timmendorfer Strand                                    | 4,48         |                |                   |
| Große Dhünntalsperre                 | Nordrhein-Westfalen                                                                                     | Kürten, Odenthal, Wermelskirchen                                   | 4,40         |                | 81                |
| Gudelacksee                          | Brandenburg                                                                                             | Lindow (Mark)                                                      | 4,38         |                |                   |
| Wörthsee                             | Bayern                                                                                                  | Starnberg                                                          | 4,34         |                |                   |
| Lieps                                | Mecklenburg-Vorpommern                                                                                  | Blumenholz                                                         | 4,31         |                |                   |
| Cospudener See                       | Sachsen                                                                                                 | Leipzig, Markkleeberg, Zwenkau                                     | 4,30         |                |                   |
| Gräbendorfer See                     | Brandenburg                                                                                             | Vetschau/Spreewald, Drebkau                                        | 4,25         |                |                   |
| Stechlinsee                          | Brandenburg                                                                                             | Oberhavel                                                          | 4,25         |                |                   |
| Lappwaldsee                          | Niedersachsen                                                                                           | Helmstedt                                                          | 4,00         |                |                   |
| Carwitzer See                        | Mecklenburg-Vorpommern                                                                                  | Feldberger Seenlandschaft                                          | 3,95         |                |                   |
| Rappbode-Talsperre                   | Sachsen-Anhalt                                                                                          | Hasselfelde                                                        | 3,90         |                | 113               |
| Borgwallsee                          | Mecklenburg-Vorpommern                                                                                  | Amt Niepars                                                        | 3,89         |                |                   |
| Dieksee                              | Schleswig-Holstein                                                                                      | Holsteinische Schweiz                                              | 3,86         |                |                   |
| Tegeler See                          | Berlin                                                                                                  | Berlin                                                             | 3,84         |                |                   |
| Useriner See                         | Mecklenburg-Vorpommern                                                                                  | Userin                                                             | 3,78         |                |                   |
| Großer Storkower See                 | Brandenburg                                                                                             | Storkow                                                            | 3,72         |                |                   |
| Stolpsee                             | Brandenburg                                                                                             | Fürstenberg/Havel, Himmelpfort                                     | 3,71         | 13             | 24,65             |
| Gröberner See                        | Sachsen-Anhalt                                                                                          | Muldestausee, Gräfenhainichen                                      | 3,66         |                |                   |
| Dobbertiner See                      | Mecklenburg-Vorpommern                                                                                  | Dobbertin                                                          | 3,64         |                |                   |
| Osterseen                            | Bayern                                                                                                  | Weilheim-Schongau                                                  | 3,60         |                |                   |
| Torgelower See                       | Mecklenburg-Vorpommern                                                                                  | Torgelow am See                                                    | 3,57         | 8              |                   |
| Wardersee                            | Schleswig-Holstein                                                                                      | Krems II, Kreis Segeberg                                           | 3,57         |                |                   |
| Großer See bei Fürstenwerder         | Brandenburg                                                                                             | Nordwestuckermark                                                  | 3,57         | 20,0           | 24                |
| Concordiasee                         | Sachsen-Anhalt                                                                                          | Nachterstedt                                                       | 3,50         |                |                   |
| Ihler Meer                           | Niedersachsen                                                                                           | Ihlow                                                              | 3,50         |                |                   |
| Zierker See                          | Mecklenburg-Vorpommern                                                                                  | Neustrelitz                                                        | 3,47         |                |                   |
| Breiter Luzin                        | Mecklenburg-Vorpommern                                                                                  | Feldberger Seenlandschaft                                          | 3,45         |                |                   |
| Teterower See                        | Mecklenburg-Vorpommern                                                                                  | Teterow                                                            | 3,36         |                |                   |
| Haselbacher See                      | Sachsen, Thüringen                                                                                      | Leipzig                                                            | 3,35         | 33,0           | 24                |
| Großer Labussee                      | Mecklenburg-Vorpommern                                                                                  | Userin                                                             | 3,33         |                |                   |
| Laacher See                          | Rheinland-Pfalz                                                                                         | Kreis Ahrweiler                                                    | 3,30         |                |                   |
| Sorpetalsperre                       | Nordrhein-Westfalen                                                                                     | Hochsauerlandkreis                                                 | 3,30         |                |                   |
| Bergheider See                       | Brandenburg                                                                                             | Lichterfeld-Schacksdorf                                            | 3,27         | 53,0           | 42                |
| Rietzer See                          | Brandenburg                                                                                             | Kloster Lehnin                                                     | 3,24         |                |                   |
| Lanker See                           | Schleswig-Holstein                                                                                      | Holsteinische Schweiz                                              | 3,24         |                |                   |
| Großer Plessower See                 | Brandenburg                                                                                             | Werder                                                             | 3,22         |                |                   |
| Dobersdorfer See                     | Schleswig-Holstein                                                                                      | Dobersdorf Kreis Plön                                              | 3,12         |                |                   |
| Wolletzsee                           | Brandenburg                                                                                             | Angermünde                                                         | 3,10         |                |                   |
| Halterner Stausee                    | Nordrhein-Westfalen                                                                                     | Haltern am See                                                     | 3,07         |                | 20                |
| Ziegelsee                            | Mecklenburg-Vorpommern                                                                                  | Schwerin                                                           | 3,00         |                |                   |
| Neuklostersee                        | Mecklenburg-Vorpommern                                                                                  | Neukloster                                                         | 2,99         |                |                   |
| Lübbesee                             | Brandenburg                                                                                             | Milmersdorf                                                        | 2,97         |                |                   |
| Neuendorfer See                      | Brandenburg                                                                                             | Unterspreewald                                                     | 2,97         |                |                   |
| Rottachsee                           | Bayern                                                                                                  | Oberallgäu                                                         | 2,96         |                |                   |
| Rätzsee                              | Mecklenburg-Vorpommern                                                                                  | Wustrow                                                            | 2,92         |                |                   |
| Großes Meer                          | Niedersachsen                                                                                           | Südbrookmerland                                                    | 2,90         |                |                   |
| Woterfitzsee                         | Mecklenburg-Vorpommern                                                                                  | Rechlin                                                            | 2,90         |                |                   |
| Cambser See                          | Mecklenburg-Vorpommern                                                                                  | Cambs                                                              | 2,85         |                |                   |
| Damerower See                        | Mecklenburg-Vorpommern                                                                                  | Goldberg                                                           | 2,85         |                |                   |
| Seddinsee                            | Berlin                                                                                                  | Berlin                                                             | 2,81         |                |                   |
| Großer Wentowsee                     | Brandenburg                                                                                             | Dannenwalde, Ringsleben, Tornow, Marienthal, Zabelsdorf und Wentow | 2,79         | 4              | 6                 |
| Behler See                           | Schleswig-Holstein                                                                                      | Holsteinische Schweiz                                              | 2,77         |                |                   |
| Postsee                              | Schleswig-Holstein                                                                                      | Preetz                                                             | 2,76         |                |                   |
| Passader See                         | Schleswig-Holstein                                                                                      | Passade                                                            | 2,73         |                |                   |
| Rangsdorfer See                      | Brandenburg                                                                                             | Rangsdorf                                                          | 2,72         |                |                   |
| Großer Wannsee                       | Berlin                                                                                                  | Berlin                                                             | 2,70         |                |                   |
| Großer Zernsee                       | Brandenburg                                                                                             | Werder                                                             | 2,68         |                |                   |
| Süßer See                            | Sachsen-Anhalt                                                                                          | Mansfeld-Südharz                                                   | 2,68         |                |                   |
| Baldeneysee                          | Nordrhein-Westfalen                                                                                     | Essen                                                              | 2,64         |                |                   |
| Käbelicksee                          | Mecklenburg-Vorpommern                                                                                  | Kratzeburg                                                         | 2,64         |                |                   |
| Großer Wariner See                   | Mecklenburg-Vorpommern                                                                                  | Warin                                                              | 2,60         |                |                   |
| Südfeldsee                           | Sachsen-Anhalt                                                                                          | Geiseltaler Seenkomplex                                            | 2,60         | 22             | 20                |
| Pinnower See                         | Mecklenburg-Vorpommern                                                                                  | Pinnow                                                             | 2,59         |                |                   |
| Großer Pälitzsee                     | Mecklenburg-Vorpommern                                                                                  | Wesenberg                                                          | 2,58         |                |                   |
| Drewensee                            | Mecklenburg-Vorpommern                                                                                  | Wesenberg                                                          | 2,56         |                |                   |
| Barniner See                         | Mecklenburg-Vorpommern                                                                                  | Crivitz                                                            | 2,55         |                |                   |
| Bischdorfer See                      | Brandenburg                                                                                             | Landkreis Oberspreewald-Lausitz                                    | 2,55         |                |                   |
| Markkleeberger See                   | Sachsen                                                                                                 | Markkleeberg                                                       | 2,52         |                |                   |
| Rheinsberger See                     | Brandenburg                                                                                             | Rheinsberg                                                         | 2,52         | 29             | 21,05             |
| Kleiner Brombachsee                  | Bayern                                                                                                  | Weißenburg-Gunzenhausen                                            | 2,50         |                |                   |
| Großer Sternberger See               | Mecklenburg-Vorpommern                                                                                  | Sternberg                                                          | 2,50         |                |                   |
| Helenesee                            | Brandenburg                                                                                             | Frankfurt (Oder)                                                   | 2,50         |                |                   |
| Großer Alpsee                        | Bayern                                                                                                  | Oberallgäu                                                         | 2,47         |                |                   |
| Specker See                          | Mecklenburg-Vorpommern                                                                                  | Kargow                                                             | 2,45         |                |                   |
| Langer See                           | Berlin                                                                                                  | Bezirk Treptow-Köpenick                                            | 2,43         |                |                   |
| Kleinpritzer See                     | Mecklenburg-Vorpommern                                                                                  | Sternberg                                                          | 2,42         |                |                   |
| Plätlinsee                           | Mecklenburg-Vorpommern                                                                                  | Wustrow                                                            | 2,42         |                |                   |
| Hochwasserrückhaltebecken Straußfurt | Thüringen                                                                                               | Straußfurt                                                         | 2,39         |                |                   |
| Kleiner Plöner See                   | Schleswig-Holstein                                                                                      | Plön                                                               | 2,39         |                |                   |
| Schweriner See                       | Brandenburg                                                                                             | Storkow (Mark)                                                     | 2,37         |                |                   |
| Malchower See                        | Mecklenburg-Vorpommern                                                                                  | Malchow                                                            | 2,36         |                |                   |
| Tachinger See                        | Bayern                                                                                                  | Traunstein                                                         | 2,36         |                |                   |
| Jabelscher See                       | Mecklenburg-Vorpommern                                                                                  | Jabel                                                              | 2,34         | 15             |                   |
| Zeuthener See                        | Berlin, Brandenburg                                                                                     | Berlin, Eichwalde, Zeuthen                                         | 2,33         |                |                   |
| Geester See                          | Niedersachsen                                                                                           | Geeste                                                             | 2,30         |                |                   |
| Großer Eutiner See                   | Schleswig-Holstein                                                                                      | Eutin / Kreis Ostholstein                                          | 2,30         |                |                   |
| Groß Labenzer See                    | Mecklenburg-Vorpommern                                                                                  | Warin                                                              | 2,30         |                |                   |
| Runstedter See                       | Sachsen-Anhalt                                                                                          | Geiseltaler Seenkomplex                                            | 2,30         | 32             | 55                |
| Urfttalsperre                        | Nordrhein-Westfalen                                                                                     | Schleiden                                                          | 2,30         |                | 46                |
| Bannwaldsee                          | Bayern                                                                                                  | Ostallgäu                                                          | 2,28         |                |                   |
| Talsperre Zeulenroda                 | Thüringen                                                                                               | Zeulenroda                                                         | 2,28         |                | 32                |
| Hohen Sprenzer See                   | Mecklenburg-Vorpommern                                                                                  | Hohen Sprenz                                                       | 2,25         |                |                   |
| Okerstausee                          | Niedersachsen                                                                                           | Harz                                                               | 2,25         |                | 47                |
| Wuppertalsperre                      | Nordrhein-Westfalen                                                                                     | Hückeswagen, Radevormwald, Remscheid                               | 2,25         |                | 26                |
| Schliersee                           | Bayern                                                                                                  | Miesbach                                                           | 2,22         |                |                   |
| Alfsee                               | Niedersachsen                                                                                           | Osnabrück                                                          | 2,20         |                |                   |
| Bützsee                              | Brandenburg                                                                                             | Wustrau-Altfriesack                                                | 2,20         |                |                   |
| Mellensee                            | Brandenburg                                                                                             | Am Mellensee                                                       | 2,20         |                |                   |
| Vilzsee                              | Mecklenburg-Vorpommern                                                                                  | Mirow                                                              | 2,20         |                |                   |
| Wiehltalsperre                       | Nordrhein-Westfalen                                                                                     | Reichshof                                                          | 2,20         |                | 32                |
| Granestausee                         | Niedersachsen                                                                                           | Langelsheim                                                        | 2,19         |                | 47                |
| Großer Seddiner See                  | Brandenburg                                                                                             | Seddiner See                                                       | 2,18         |                |                   |
| Schladitzer See                      | Sachsen                                                                                                 | Rackwitz                                                           | 2,18         | 22             | 25                |
| Woseriner See                        | Mecklenburg-Vorpommern                                                                                  | Borkow                                                             | 2,17         |                |                   |
| Klinger See                          | Brandenburg                                                                                             | Cottbus, Forst (Lausitz)                                           | 2,17         |                |                   |
| Göttinsee                            | Brandenburg                                                                                             | Rüdersdorf bei Berlin                                              | 2,16         |                |                   |
| Bederkesaer See                      | Niedersachsen                                                                                           | Bad Bederkesa                                                      | 2,15         |                |                   |
| Wandlitzer See                       | Brandenburg                                                                                             | Wandlitz                                                           | 2,15         |                |                   |
| Hennesee                             | Nordrhein-Westfalen                                                                                     | Hochsauerlandkreis                                                 | 2,13         |                |                   |
| Großer Glieningsee                   | Brandenburg                                                                                             | Odervorland                                                        | 2,12         |                |                   |
| Stienitzsee                          | Brandenburg                                                                                             | Rüdersdorf bei Berlin                                              | 2,12         |                |                   |
| Fahrlander See                       | Brandenburg                                                                                             | Fahrland                                                           | 2,11         |                |                   |
| Blankensee                           | Brandenburg                                                                                             | Blankensee                                                         | 2,10         |                |                   |
| Krummer See                          | Brandenburg                                                                                             | Am Mellensee                                                       | 2,10         |                |                   |
| Rothsee                              | Bayern                                                                                                  | Landkreis Roth                                                     | 2,10         |                |                   |
| Stocksee                             | Schleswig-Holstein                                                                                      | Segeberg                                                           | 2,10         |                |                   |
| Ostorfer See                         | Mecklenburg-Vorpommern                                                                                  | Schwerin                                                           | 2,09         |                |                   |
| Parumer See                          | Mecklenburg-Vorpommern                                                                                  | Güstrow                                                            | 2,07         |                |                   |
| Kietzer See                          | Brandenburg                                                                                             | Altfriedland                                                       | 2,06         |                |                   |
| Fährsee                              | Brandenburg                                                                                             | Templin                                                            | 2,04         |                |                   |
| Wanzkaer See                         | Mecklenburg-Vorpommern                                                                                  | bei Neustrelitz                                                    | 2,03         |                |                   |
| Kleiner Pälitzsee                    | Mecklenburg-Vorpommern                                                                                  | Wustrow                                                            | 2,01         |                |                   |
| Wahnbachtalsperre                    | Nordrhein-Westfalen                                                                                     | Hennef, Neunkirchen-Seelscheid, Siegburg                           | 2,00         |                | 41                |
| Dammsee                              | Brandenburg                                                                                             | Nordwestuckermark                                                  | 1,99         |                |                   |
| Glindower See                        | Brandenburg                                                                                             | Werder                                                             | 1,95         |                |                   |
| Pilsensee                            | Bayern                                                                                                  | Seefeld                                                            | 1,95         |                |                   |
| Rederangsee                          | Mecklenburg-Vorpommern                                                                                  | Kargow                                                             | 1,95         |                |                   |
| Feisnecksee                          | Mecklenburg-Vorpommern                                                                                  | Waren                                                              | 1,94         |                |                   |
| Hopfensee                            | Bayern                                                                                                  | Füssen                                                             | 1,94         |                |                   |
| Riegsee                              | Bayern                                                                                                  | Murnau                                                             | 1,88         |                |                   |
| Steinberger See                      | Bayern                                                                                                  | Schwandorf, Oberpfälzer Seenland                                   | 1,84         |                |                   |
| Jäthensee                            | Mecklenburg-Vorpommern                                                                                  | Roggentin                                                          | 1,83         |                |                   |
| Versestausee                         | Nordrhein-Westfalen                                                                                     | Lüdenscheid                                                        | 1,83         |                | 33                |
| Auesee                               | Nordrhein-Westfalen                                                                                     | Wesel                                                              | 1,81         |                |                   |
| Großer Varchentiner See              | Mecklenburg-Vorpommern                                                                                  | Varchentin                                                         | 1,81         |                |                   |
| Aabachsee                            | Nordrhein-Westfalen                                                                                     | Kreis Paderborn                                                    | 1,80         |                |                   |
| Bergwitzsee                          | Sachsen-Anhalt                                                                                          | Bergwitz                                                           | 1,80         |                |                   |
| Großer Zechliner See                 | Brandenburg                                                                                             | Flecken Zechlin                                                    | 1,80         |                |                   |
| Röddelinsee                          | Brandenburg                                                                                             | Templin                                                            | 1,80         |                |                   |
| Küchensee                            | Schleswig-Holstein                                                                                      | Ratzeburg                                                          | 1,79         |                |                   |
| Einfelder See                        | Schleswig-Holstein                                                                                      | Neumünster                                                         | 1,78         |                |                   |
| Eibsee                               | Bayern                                                                                                  | Garmisch-Partenkirchen                                             | 1,77         |                |                   |
| Röggeliner See                       | Mecklenburg-Vorpommern                                                                                  | Carlow                                                             | 1,77         |                |                   |
| Rudower See                          | Brandenburg                                                                                             | Lenzen (Elbe)                                                      | 1,75         |                |                   |
| Talsperre Schömbach                  | Thüringen                                                                                               | Kohren-Sahlis                                                      | 1,75         |                | 10                |
| Im Langen Ort                        | Mecklenburg-Vorpommern                                                                                  | Lärz                                                               | 1,72         |                |                   |
| Neumühler See                        | Mecklenburg-Vorpommern                                                                                  | Schwerin                                                           | 1,72         |                |                   |
| Thürensee                            | Mecklenburg-Vorpommern                                                                                  | Lärz                                                               | 1,72         |                |                   |
| Dahlemer See                         | Niedersachsen                                                                                           | Cuxhaven                                                           | 1,71         |                |                   |
| Großer Segeberger See                | Schleswig-Holstein                                                                                      | Bad Segeberg                                                       | 1,70         |                |                   |
| Pätzer Vordersee                     | Brandenburg                                                                                             | Friedersdorf                                                       | 1,70         |                |                   |
| Thülsfelder Stausee                  | Niedersachsen                                                                                           | Friesoythe, Garrel, Molbergen                                      | 1,70         |                | 11                |
| Wehebachtalsperre                    | Nordrhein-Westfalen                                                                                     | Langerwehe                                                         | 1,70         |                | 25                |
| Großer Wünsdorfer See                | Brandenburg                                                                                             | Zossen                                                             | 1,68         |                |                   |
| Listertalsperre                      | Nordrhein-Westfalen                                                                                     | Attendorn                                                          | 1,68         |                | 22                |
| Putzarer See                         | Mecklenburg-Vorpommern                                                                                  | Spantekow                                                          | 1,68         |                |                   |
| Zansen                               | Mecklenburg-Vorpommern                                                                                  | Feldberger Seenlandschaft                                          | 1,66         |                |                   |
| Affolderner See                      | Hessen                                                                                                  | Landkreis Waldeck-Frankenberg                                      | 1,65         |                |                   |
| Außenalster                          | Hamburg                                                                                                 | Hamburg                                                            | 1,64         |                |                   |
| Mechower See                         | Mecklenburg-Vorpommern                                                                                  | bei Mechow                                                         | 1,64         |                |                   |
| Dümmer See                           | Mecklenburg-Vorpommern                                                                                  | Dümmer                                                             | 1,63         |                |                   |
| Krossinsee                           | Berlin, Brandenburg                                                                                     | Treptow-Köpenick, Königs Wusterhausen                              | 1,63         |                |                   |
| Tralowsee                            | Mecklenburg-Vorpommern                                                                                  | Lärz                                                               | 1,63         |                |                   |
| Trammer See                          | Schleswig-Holstein                                                                                      | bei Plön                                                           | 1,63         |                |                   |
| Nehmitzsee                           | Brandenburg                                                                                             | Rheinsberg                                                         | 1,61         |                |                   |
| Tempziner See                        | Mecklenburg-Vorpommern                                                                                  | Blankenberg                                                        | 1,60         |                |                   |
| Wittwesee                            | Brandenburg                                                                                             | Rheinsberg                                                         | 1,60         | 12             |                   |
| Ellbogensee                          | Mecklenburg-Vorpommern                                                                                  | Priepert                                                           | 1,55         |                |                   |
| Flögelner See                        | Niedersachsen                                                                                           | Flögeln                                                            | 1,55         |                |                   |
| Brückelsee                           | Bayern                                                                                                  | Schwandorf / Oberpfälzer Seenland                                  | 1,51         |                |                   |
| Nebelsee                             | Mecklenburg-Vorpommern                                                                                  | Lärz                                                               | 1,51         |                |                   |
| Aggertalsperre                       | Nordrhein-Westfalen                                                                                     | Oberbergischer Kreis                                               | 1,50         |                | 19                |
| Diersfordter Waldsee                 | Nordrhein-Westfalen                                                                                     | Wesel                                                              | 1,50         |                |                   |
| Hullerner Stausee                    | Nordrhein-Westfalen                                                                                     | Haltern am See                                                     | 1,50         |                | 11                |
| Kerspetalsperre                      | Nordrhein-Westfalen                                                                                     | Halver, Kierspe, Wipperfürth                                       | 1,50         |                | 16                |
| Kulkwitzer See                       | Sachsen                                                                                                 | bei Leipzig                                                        | 1,50         |                |                   |
| Köthener See                         | Brandenburg                                                                                             | Beeskow                                                            | 1,48         |                |                   |
| Niederweimarer See                   | Hessen                                                                                                  | Weimar(Lahn)                                                       | 1,48         |                |                   |
| Seehamer See                         | Bayern                                                                                                  | Miesbach                                                           | 1,47         |                |                   |
| Bistensee                            | Schleswig-Holstein                                                                                      | Hüttener Berge                                                     | 1,46         |                |                   |
| Schmaler Luzin                       | Mecklenburg-Vorpommern                                                                                  | Feldberger Seenlandschaft                                          | 1,45         |                |                   |
| Schönitzer See                       | Sachsen-Anhalt                                                                                          | Riesigk                                                            | 1,45         |                |                   |
| Suhrer See                           | Schleswig-Holstein                                                                                      | bei Plön                                                           | 1,43         |                |                   |
| Tiefwarensee                         | Mecklenburg-Vorpommern                                                                                  | Waren                                                              | 1,41         |                |                   |
| Borkener See                         | Hessen                                                                                                  | Borken / Schwalm-Eder-Kreis                                        | 1,40         |                |                   |
| Federsee                             | Baden-Württemberg                                                                                       | Bad Buchau                                                         | 1,39         |                |                   |
| Innerstetalsperre                    | Niedersachsen                                                                                           | Wolfshagen im Harz                                                 | 1,39         |                | 19                |
| Harkortsee                           | Nordrhein-Westfalen                                                                                     | Wetter, Hagen, Herdecke                                            | 1,37         |                |                   |
| Schermützelsee                       | Brandenburg                                                                                             | Märkische Schweiz                                                  | 1,37         |                |                   |
| Hengsteysee                          | Nordrhein-Westfalen                                                                                     | Dortmund, Hagen, Herdecke                                          | 1,36         |                |                   |
| Straussee                            | Brandenburg                                                                                             | Strausberg                                                         | 1,36         |                |                   |
| Gobenowsee                           | Mecklenburg-Vorpommern                                                                                  | Wustrow                                                            | 1,35         |                |                   |
| Niedersonthofener See                | Bayern                                                                                                  | Immenstadt                                                         | 1,35         |                |                   |
| Weißensee                            | Bayern                                                                                                  | Füssen                                                             | 1,35         |                |                   |
| Brückentiner See                     | Mecklenburg-Vorpommern                                                                                  | Wokuhl-Dabelow                                                     | 1,34         |                |                   |
| Großer Brückentinsee                 | Mecklenburg-Vorpommern                                                                                  | Wokuhl-Dabelow                                                     | 1,34         |                |                   |
| Großer Dambecker See                 | Mecklenburg-Vorpommern                                                                                  | Bobitz                                                             | 1,34         |                |                   |
| Zotzensee (Mirow)                    | Mecklenburg-Vorpommern                                                                                  | Mirow                                                              | 1,32         |                |                   |
| Feldberger Haussee                   | Mecklenburg-Vorpommern                                                                                  | bei Feldberg                                                       | 1,31         |                |                   |
| Flacher See                          | Mecklenburg-Vorpommern                                                                                  | Klocksin                                                           | 1,30         |                |                   |
| Titisee                              | Baden-Württemberg                                                                                       | Titisee-Neustadt                                                   | 1,30         |                |                   |
| Neustädter See (Mecklenburg)         | Mecklenburg-Vorpommern                                                                                  | Neustadt-Glewe                                                     | 1,29         |                |                   |
| Balksee                              | Niedersachsen                                                                                           | Wingst, Bülkau, Stinstedt                                          | 1,28         |                |                   |
| Schluensee                           | Schleswig-Holstein                                                                                      | Plön                                                               | 1,27         |                |                   |
| Sumpfsee                             | Mecklenburg-Vorpommern                                                                                  | Güstrow                                                            | 1,27         |                |                   |
| Kemnader See                         | Nordrhein-Westfalen                                                                                     | Bochum, Hattingen, Witten                                          | 1,25         |                |                   |
| Jungfernsee                          | Brandenburg                                                                                             | Potsdam                                                            | 1,24         |                |                   |
| Sösestausee                          | Niedersachsen                                                                                           | Osterode am Harz                                                   | 1,24         |                | 26                |
| Tornowsee                            | Brandenburg                                                                                             | Neuruppin                                                          | 1,24         | 12             | 7,5               |
| Dreifelder Weiher                    | Rheinland-Pfalz                                                                                         | Dreifelden                                                         | 1,23         |                |                   |
| Großdöllner See                      | Brandenburg                                                                                             | Templin                                                            | 1,23         |                |                   |
| Grüntensee                           | Bayern                                                                                                  | Oberallgäu                                                         | 1,23         |                |                   |
| Glower See                           | Brandenburg                                                                                             | Beeskow                                                            | 1,22         |                |                   |
| Kramssee                             | Mecklenburg-Vorpommern                                                                                  | Neustrelitz                                                        | 1,22         |                |                   |
| Bostalsee                            | Saarland                                                                                                | Sankt Wendel                                                       | 1,20         |                |                   |
| Talsperre Leibis-Lichte              | Thüringen                                                                                               | Landkreis Saalfeld-Rudolstadt                                      | 1,20         |                | 32                |
| Radener See                          | Mecklenburg-Vorpommern                                                                                  | Lalendorf                                                          | 1,20         |                |                   |
| Zermützelsee                         | Brandenburg                                                                                             | Neuruppin                                                          | 1,20         | 7              | 5                 |
| Schmachter See                       | Mecklenburg-Vorpommern                                                                                  | Binz                                                               | 1,18         |                |                   |
| Warinsee                             | Mecklenburg-Vorpommern                                                                                  | Lalendorf                                                          | 1,18         |                |                   |
| Dehmsee                              | Brandenburg                                                                                             | Berkenbrück                                                        | 1,15         |                |                   |
| Hofsee                               | Mecklenburg-Vorpommern                                                                                  | Kargow                                                             | 1,15         |                |                   |
| Hölzerner See                        | Brandenburg                                                                                             | Heidesee (OT Gräbendorf)                                           | 1,15         |                |                   |
| Liepnitzsee                          | Brandenburg                                                                                             | Wandlitz                                                           | 1,15         |                |                   |
| Mindelsee                            | Baden-Württemberg                                                                                       | bei Radolfzell                                                     | 1,15         |                |                   |
| Massower See                         | Mecklenburg-Vorpommern                                                                                  | Massow                                                             | 1,13         |                |                   |
| Echinger Stausee                     | Bayern                                                                                                  | Landkreis Landshut                                                 | 1,12         |                |                   |
| Silbersee                            | Rheinland-Pfalz                                                                                         | Bobenheim-Roxheim                                                  | 1,12         |                |                   |
| Tresdorfer See                       | Schleswig-Holstein                                                                                      | bei Plön                                                           | 1,12         |                |                   |
| Bevertalsperre                       | Nordrhein-Westfalen                                                                                     | Hückeswagen, Radevormwald, Wipperfürth                             | 1,10         |                | 24                |
| Naunhofer Seen                       | Sachsen                                                                                                 | Naunhof                                                            | 1,10         |                |                   |
| Oleftalsperre                        | Nordrhein-Westfalen                                                                                     | Euskirchen                                                         | 1,10         |                | 19                |
| Xantener Nordsee                     | Nordrhein-Westfalen                                                                                     | Xanten                                                             | 1,10         |                |                   |
| Xantener Südsee                      | Nordrhein-Westfalen                                                                                     | Xanten                                                             | 1,10         |                |                   |
| Ziernsee                             | Mecklenburg-Vorpommern                                                                                  | Wesenberg                                                          | 1,10         |                |                   |
| Malkwitzer See                       | Mecklenburg-Vorpommern                                                                                  | Hohen Wangelin                                                     | 1,09         |                |                   |
| Großer Pönitzer See                  | Schleswig-Holstein                                                                                      | Holsteinische Schweiz                                              | 1,08         |                |                   |
| Groß Upahler See                     | Mecklenburg-Vorpommern                                                                                  | bei Güstrow                                                        | 1,07         |                |                   |
| Sacrower See                         | Brandenburg                                                                                             | Potsdam                                                            | 1,07         |                |                   |
| Upahler See                          | Mecklenburg-Vorpommern                                                                                  | bei Güstrow                                                        | 1,07         |                |                   |
| Trenntsee                            | Mecklenburg-Vorpommern                                                                                  | Witzin                                                             | 1,06         |                |                   |
| Banter See                           | Niedersachsen                                                                                           | Wilhelmshaven                                                      | 1,04         |                |                   |
| Langbürgner See                      | Bayern                                                                                                  | Landkreis Rosenheim                                                | 1,04         |                |                   |
| Barleber See I                       | Sachsen-Anhalt                                                                                          | Magdeburg                                                          | 1,03         |                |                   |
| Dämeritzsee                          | Berlin, Brandenburg                                                                                     | Berlin, Erkner                                                     | 1,03         |                |                   |
| Ennepetalsperre                      | Nordrhein-Westfalen                                                                                     | Breckerfeld, Ennepetal, Radevormwald                               | 1,03         |                | 13                |
| Brahmsee                             | Schleswig-Holstein                                                                                      | Kreis Rendsburg-Eckernförde                                        | 1,02         |                |                   |
| Mirower See                          | Mecklenburg-Vorpommern                                                                                  | Mirow                                                              | 1,02         |                |                   |
| Garder See                           | Mecklenburg-Vorpommern                                                                                  | Lohmen                                                             | 1,01         |                |                   |
| Blausteinsee                         | Nordrhein-Westfalen                                                                                     | Eschweiler                                                         | 1,00         |                |                   |
| Fühlinger See                        | Nordrhein-Westfalen                                                                                     | Köln                                                               | 1,00         |                |                   |